# Андреј Крамарић
Андреј Крамарић (Загреб, 19. јун 1991) је хрватски фудбалер који игра на позицији нападача, тренутно наступа за ФК Хофенхајм и репрезентацију Хрватске.
Каријеру је започео у ГНК Динамо, где држи рекорд као најбољи млади стрелац у историји клуба. У загребачки Динамо позван је као један од највећих младих талената Хрватске, а први пут је се у овом клубу појавио са 17 година. Године 2013. имао је спорт са Управним одбором Динама и након тога прешао у ХНК Ријека, где је одиграо 42 утакмице и постигао 37 голова, пре него што је прешао у ФК Лестер Сити. У Лестеру је играо у периоду од 2015—2016. године, а након тога послат на позајмицу у ФК Хофенхајм, са којим је 2016. године потписао уговор и остао у том клубу.
За младе репрезентације Хрватске одиграо је 53 утакмице и постигао 22 гола. Године 2010. учествовао је на Европском првенству у фудбалу до 19 година, где је забележио четири наступа и са хрватском репрезентацијом стигао до полуфинала. За сениорску репрезентацију Хрватске дебитовао је 2014. године.

## Клупска каријера

### Динамо Загреб
Крамарић је приступио Динаму из Загреба када је имао шест година. Током јуниорске каријере постигао је 450 голова за Динамо и постао играч са највише голова млађих категорија у историји клуба.
У сениорском тиму Динама дебитовао је 24. маја 2009. године у лигашкој утакмици против НК Загреб. У игру је ушао у 69. минуту утакмице, заменивши Јосипа Тадића. Крамарићу је то био једини меч за ГНК Динамо у сезони 2008/09.
Наредне, сезоне 2009/10, Крамарић је ушао у први тим Динама. Прву утакмицу одиграо је у Лиги шампиона сезони 2009/10, 14. јула на мечу против ФК Пјуник. Крамарић је 2010. године освојио прву титулу са ГНК Динамо, постигао седам голова у 24 утакмице. Такође, одиграо је пет мечева у УЕФА такмичења. Наредне сезоне, доласком тренера Вахида Халихоџића, Крамарић је углавном играо друго поставу. Имао је мање од 600 минута играња на 17 утакмица током сезоне 2010/11. Упркос томе постигао је пет голова, освојио лигу и куп са загребачким Динамом.
У првом делу сезоне 2011/12, статус Крамарића се није значајно промерио, током првог дела сезоне, играо је у само три утакмице, а спекулације о његовом напуштању клуба почеле су да расту. У фебруару 2012. године отишао је на позајмицу у НК Локомотива Загреб.

### Локомотива Загреб
У фебруару 2012. године стигао је на позајмицу у НК Локомотива Загреб, где је остао до краја сезоне. Добром игром постао је један од најтраженијих нападача у југоисточној Европи, са 20 постигнутих голова у 44 лигашка меча. Са Локомотивом стигао је до финала Купа Хрватске, где су поражени од стране Хајдука из Сплита.

### Повратак у Динамо Загреб
У Динамо Загреб вратио се на почетку сезоне 2013/14, а многи спортски аналитичари сматрали су да ће Крамарић бити један од најбољих нападача у скорашњој историји Динама. Прву утакмицу након повратка одиграо је у оквиру Суперкупа Хрватске, где је Динамо освојио трофеј победом против ХНК Хајдук Сплит на пенале. Ипак, након неког времена Крамарић је опет слабо играо у првој постави, а директор клуба Зоран Мамић, ставио га је на трансфер листу, јер је сматрао да је Крамарић наштетио Динаму лошом игром на неколико утакмица.

### Ријека
Након одласка из ГНК Динамо, Крамарић је прешао у Ријеку, 31. августа 2013. године. За ХНК Ријека дебитовао је 15. септембра 2013. године, на мечу против НК Славен Белупо, где је постигао први гол за свој тим у 15 минуту меча. Први хет-трик постигао је против НК Истра 1961, у мечу који је завршен резултатом 3:3. Са Ријеком освојио је Куп Хрватске.
У јулу 2014. године, пре старта нове сезоне, заједно са својим тимом освојио је Суперкуп Хрватске победом над Динамом из Загреба.
У наредној сезони, Крамарић је у прва два меча постигао пет голова за свој тим, укључујући и хет-трик против ХНК Хајдук Сплит. Крајем октобра 2014. године имао је 20 постигнутих голова у свим такмичењима за свој клуб, укључујући и хет-трик на мечу у УЕФА лиги Европе, сезоне 2014/15. против ФК Фајенорд Ротердам.
На мечу против НК Локомотива Загреб, 9. новембра, постигао је пет голова, а његов тим славио је резултатом 6:0.

### Лестер Сити
ФК Лестер Сити најавио је да је са ХНК Ријека склопљен договор о трансферу Крамарића у њихове редове, на уговор од три и по године. Званично је приступио клубу 16. јануара 2015. године. Дебитовао је на мечу против ФК Стоук Сити, заменивши Џејми Вардија. Први гол постигао је 10. фебруара 2015. године на утакмици против ФК Арсенал. За место у првом тиму није се изборио у сезони 2015/16 и тада је одиграо само две утакмице.

### Хофенхајм
На позајмицу из Лестер Ситија послат је у Хофенхајм, 20. јануара 2015. године. Прву утакмицу за овај тим одиграо је против ФК Бајерн Минхен, 31. јануара, када је и постигао први гол. Уговор са Хофенхајм потписао је 25. маја 2016. године, на четири године.
Био је најбољи стрелац сезоне 2016/17 у свом тиму, са 18 голова. Уговор са немачким тимом је продужио у августу 2018, а потписан је до 2022. године.

## Репрезентативна каријера

### Млађе категорије
Крамарић је за млађе категорије фудбалске репрезентације Хрватске одиграо 53 утакмице и постигао 22 гола. Прву утакмицу у каријери за фудбалску репрезентацију Хрватске до 14 година одиграо је против младе репрезентације Баварије 31. марта 2005. године. Након тога, почео је да се такмичи у репрезентацијама Хрватске до 16 и 17. година. Имао је укупно седам наступа у пријатељским утакмицама за екипу до 16 година и постигао 4 гола. За тим до 17 година наступио је 12 пута и постигао шест голова. Наступио је такође за репрезентацију Хрватске преко 17 година на Европском шампионату 2008. године. За репрезентацију до 18 године наступио је 9 пута и постигао 3 гола.
Од 2008. године почео је да се такмичи за репрезентацију Хрватске до 19 година, са којом је дошао до финала Европског првенства у фудбалу до 19 година, 2010. године. Први гол за репрезентацију до 19 година постигао је 5. септембра 2009. године против Норвешке, када је имао 18 година.

### Сениорска каријера
Од стране тренера Ника Ковача позван је 20. августа 2014. године у сениорски тим репрезентације Хрватске, да игра на пријатељској утакмици против репрезентације Кипра, а након тога и на квалификацијама за Европско првенство у фудбалу 2016., где је играо на мечу против репрезентације Малте, када је постигао први гол за сениорску селекцију Хрватске.
За селекцију Хрватске играо је и на Светском првенству у фудбалу 2018. године у Русији.

## Статистика каријере

### Клупска
Ажурирано 12. новембра 2022.
| Клуб                   | Сезона            | Лига               | Лига     | Лига   | Куп      | Куп    | Лига куп | Лига куп | Конт.    | Конт.  | Остало   | Остало | Укупно   | Укупно |
| Клуб                   | Сезона            | Дивизија           | Утакмице | Голови | Утакмице | Голови | Утакмице | Голови   | Утакмице | Голови | Утакмице | Голови | Утакмице | Голови |
| ---------------------- | ----------------- | ------------------ | -------- | ------ | -------- | ------ | -------- | -------- | -------- | ------ | -------- | ------ | -------- | ------ |
| Динамо Загреб          | 2008/09.          | Прва лига Хрватске | 1        | 0      | —        | —      | —        | —        | —        | —      | —        | —      | 1        | 0      |
| Динамо Загреб          | 2009/10.          | Прва лига Хрватске | 24       | 7      | 5        | 4      | —        | —        | 5        | 0      | —        | —      | 34       | 11     |
| Динамо Загреб          | 2010/11.          | Прва лига Хрватске | 12       | 1      | 3        | 4      | —        | —        | 2        | 0      | —        | —      | 17       | 5      |
| Динамо Загреб          | 2011/12.          | Прва лига Хрватске | 1        | 0      | 2        | 1      | —        | —        | —        | —      | —        | —      | 3        | 1      |
| Динамо Загреб          | 2013/14.          | Прва лига Хрватске | 4        | 2      | —        | —      | —        | —        | 3        | 1      | 1        | 0      | 8        | 3      |
| Динамо Загреб          | Укупно            | Укупно             | 42       | 10     | 10       | 9      | —        | —        | 10       | 1      | 1        | 0      | 63       | 20     |
| Локомотива (позајмица) | 2011/12.          | Прва лига Хрватске | 13       | 5      | —        | —      | —        | —        | —        | —      | —        | —      | 13       | 5      |
| Локомотива (позајмица) | 2012/13.          | Прва лига Хрватске | 31       | 15     | 6        | 4      | —        | —        | —        | —      | —        | —      | 37       | 19     |
| Локомотива (позајмица) | Укупно            | Укупно             | 44       | 20     | 6        | 4      | —        | —        | —        | —      | —        | —      | 50       | 24     |
| Ријека                 | 2013/14.          | Прва лига Хрватске | 24       | 16     | 6        | 10     | —        | —        | 4        | 1      | —        | —      | 34       | 27     |
| Ријека                 | 2014/15.          | Прва лига Хрватске | 18       | 21     | —        | —      | —        | —        | 12       | 7      | 1        | 0      | 31       | 28     |
| Ријека                 | Укупно            | Укупно             | 42       | 37     | 6        | 10     | —        | —        | 16       | 8      | 1        | 0      | 65       | 55     |
| Лестер Сити            | 2014/15.          | Премијер лига      | 13       | 2      | 2        | 1      | —        | —        | —        | —      | —        | —      | 15       | 3      |
| Лестер Сити            | 2015/16.          | Премијер лига      | 2        | 0      | —        | —      | 3        | 1        | —        | —      | —        | —      | 5        | 1      |
| Лестер Сити            | Укупно            | Укупно             | 15       | 2      | 2        | 1      | 3        | 1        | —        | —      | —        | —      | 20       | 4      |
| Хофенхајм (позајмица)  | 2015/16.          | Бундеслига         | 15       | 5      | —        | —      | —        | —        | —        | —      | —        | —      | 15       | 5      |
| Хофенхајм              | 2016/17.          | Бундеслига         | 34       | 15     | 2        | 3      | —        | —        | —        | —      | —        | —      | 36       | 18     |
| Хофенхајм              | 2017/18.          | Бундеслига         | 34       | 13     | 2        | 0      | —        | —        | 6        | 0      | —        | —      | 42       | 13     |
| Хофенхајм              | 2018/19.          | Бундеслига         | 30       | 17     | 1        | 0      | —        | —        | 6        | 5      | —        | —      | 37       | 22     |
| Хофенхајм              | 2019/20.          | Бундеслига         | 19       | 12     | 1        | 0      | —        | —        | –        | –      | —        | —      | 20       | 12     |
| Хофенхајм              | 2020/21.          | Бундеслига         | 28       | 20     | 2        | 3      | —        | —        | 4        | 2      | —        | —      | 34       | 25     |
| Хофенхајм              | 2021/22.          | Бундеслига         | 32       | 6      | 3        | 2      | —        | —        | —        | —      | —        | —      | 35       | 8      |
| Хофенхајм              | 2022/23.          | Бундеслига         | 14       | 3      | 1        | 0      | —        | —        | —        | —      | —        | —      | 15       | 3      |
| Хофенхајм              | Укупно            | Укупно             | 206      | 91     | 12       | 8      | —        | —        | 16       | 7      | —        | —      | 234      | 106    |
| Укупно у каријери      | Укупно у каријери | Укупно у каријери  | 349      | 160    | 36       | 32     | 3        | 1        | 42       | 16     | 2        | 0      | 431      | 209    |

1. ↑  Укључује мечеве у Купу Хрватске, ФА купу и Купу Немачке
2. ↑  Укључује мечеве у ЕФЛ купу

### Репрезентативна
Ажурирано 17. децембра 2022.
| Репрезентација | !Година | Утакмице | Голови |
| -------------- | ------- | -------- | ------ |
| Хрватска       | 2014    | 4        | 2      |
| Хрватска       | 2015    | 5        | 1      |
| Хрватска       | 2016    | 10       | 2      |
| Хрватска       | 2017    | 8        | 3      |
| Хрватска       | 2018    | 15       | 4      |
| Хрватска       | 2019    | 4        | 1      |
| Хрватска       | 2020    | 4        | 1      |
| Хрватска       | 2021    | 15       | 2      |
| Хрватска       | 2022    | 16       | 6      |
| Укупно         | Укупно  | 81       | 22     |

#### Голови за репрезентацију
Ажурирано 11. октобра 2020.
| #   | Датум              | Стадион                                      | Утакмица | Противник     | Гол   | Резултат | Такмичење                 |
| --- | ------------------ | -------------------------------------------- | -------- | ------------- | ----- | -------- | ------------------------- |
| 1.  | 9. септембар 2014. | Стадион Максимир, Загреб, Хрватска           | 2        | Малта         | 2 : 0 | 2 : 0    | Квалификације за ЕП 2016. |
| 2.  | 13. октобар 2014.  | Стадион Градски врт, Осијек, Хрватска        | 3        | Азербејџан    | 1 : 0 | 6 : 0    | Квалификације за ЕП 2016. |
| 3.  | 7. јун 2015.       | Стадион Анђелко Херјавец, Вараждин, Хрватска | 6        | Гибралтар     | 4 : 0 | 4 : 0    | Пријатељска утакмица      |
| 4.  | 27. мај 2016.      | Градски стадион, Копривница, Хрватска        | 10       | Молдавија     | 1 : 0 | 1 : 0    | Пријатељска утакмица      |
| 5.  | 15. новембар 2016. | Виндзор парк, Белфаст, Северна Ирска         | 18       | Северна Ирска | 3 : 0 | 3 : 0    | Пријатељска утакмица      |
| 6.  | 9. октобар 2017.   | Олимпијски стадион у Кијеву, Кијев, Украјина | 25       | Украјина      | 1 : 0 | 2 : 0    | Квалификације за СП 2018. |
| 7.  | 9. октобар 2017.   | Олимпијски стадион у Кијеву, Кијев, Украјина | 25       | Украјина      | 2 : 0 | 2 : 0    | Квалификације за СП 2018. |
| 8.  | 9. новембар 2017.  | Стадион Максимир, Загреб, Хрватска           | 26       | Грчка         | 4 : 1 | 4 : 1    | Квалификације за СП 2018. |
| 9.  | 8. јун 2018.       | Стадион Градски врт, Осијек, Хрватска        | 31       | Сенегал       | 2 : 1 | 2 : 1    | Пријатељска утакмица      |
| 10. | 7. јул 2018.       | Олимпијски стадион Фишт, Сочи, Русија        | 36       | Русија        | 1 : 1 | 2 : 2    | СП 2018.                  |
| 11. | 15. новембар 2018. | Стадион Максимир, Загреб, Хрватска           | 41       | Шпанија       | 1 : 0 | 3 : 2    | УЕФА Лига нација 2018/19. |
| 12. | 18. новембар 2018. | Стадион Вембли, Лондон, Енглеска             | 42       | Енглеска      | 1 : 0 | 1 : 2    | УЕФА Лига нација 2018/19. |
| 13. | 21. март 2019.     | Стадион Максимир, Загреб, Хрватска           | 43       | Азербејџан    | 2 : 1 | 2 : 1    | Квалификације за ЕП 2021. |
| 14. | 11. октобар 2020.  | Стадион Максимир, Загреб, Хрватска           | 49       | Шведска       | 2 : 1 | 2 : 1    | УЕФА Лига нација 2020/21. |